# Hot cue
Hot cue é um recurso utilizado em algumas mesas de som e programas de computador como o Virtual DJ, que destaca e repete um trecho da música; através do qual você marca um "ponto quente" da música (trecho que o DJ quer dar mais destaque) e posteriormente ao clicar no botão do recurso, a música retorna à este trecho para ser executada novamente.